# Дубино (Закарпатская область)
Дубино (укр. Дубино) — село в Чинадиевской поселковой общине Мукачевского района Закарпатской области Украины.
Население по переписи 2001 года составляло 694 человека. Почтовый индекс — 89643. Телефонный код — 3131. Занимает площадь 1,212 км². Код КОАТУУ — 2122786203.